# Guerre météorologique de l'Atlantique nord
Seconde Guerre mondiale
La guerre météorologique de l'Atlantique nord s'est déroulée pendant la Seconde Guerre mondiale. Les Alliés (la Grande-Bretagne en particulier) et l'Allemagne étaient en compétition pour l'accès à des données fiables dans l'Atlantique nord et l'Arctique pour leurs services de météorologie militaire. Ces données étaient importantes car elles affectaient la planification militaire et le routage des navires et des convois. Dans certaines circonstances, une bonne visibilité était nécessaire (reconnaissance photographique et bombardement) et dans d'autres, elle était défavorable (en révélant les mouvements des navires secrets ou en permettant l'activité aérienne de l'ennemi).
La planification du Jour J a été grandement affectée par les prévisions météorologiques. Il a été retardé d'une journée dans l'attente qu'une tempête s’apaise et que les conditions en mer soient acceptables. Les sources météorologiques britanniques incluaient des données provenant de navires en mer et des stations météo situées à l’observatoire de l’Île de Valentia et à Blacksod Point (comté de Mayo), en Irlande neutre.
L’utilisation par les Allemands de navires météorologiques a également mis en péril leur code secret Enigma.

## Les besoins des belligérants
L'évolution de la météo et la prévision des changements de temps dans l'océan Atlantique et le nord et l'Europe occidentale sont largement tributaires des processus météorologiques dans/de l'atmosphère de la région arctique. Pour l'étude et les prévisions, les stations météorologiques européennes utilisent collectivement, depuis la Première Guerre mondiale, des observations faites par des stations très lointaines relevées régulièrement - certaines plusieurs fois par jour - et les conditions météorologiques communiquées par radio à toutes les parties intéressées.
Les prévisions météorologiques sont très précieuses pour l'établissement des plans militaires. Par exemple, du mauvais temps peut favoriser une sortie discrète de navires allemands ou assurer une absence de bombardements pour les villes allemandes. À l'inverse, prévoir du beau temps peut favoriser le repérage des convois ou permettre de bombarder, entre autres, les bases des U-boote.
Pour ces raisons, les deux camps ont cherché à obtenir les moyens de dresser des prévisions météorologiques fiables.

## Les moyens

### Les services météo
Pour les Allemands
Chaque arme possède son service de prévision météo. Par exemple, pour la Kriegsmarine, il s'agit du Marinewettertrupp, pour la Luftwaffe, du Luftwaffewettertrupp. Les données météo sont relevées puis transmises en code à l'État-Major. Le code utilisé est le Wetterkurzschlüssel (en abrégé : WKS) et utilise les machines à coder Enigma. Les messages météo sont courts et compressés pour diminuer la durée de transmission et, partant, les risques de détection de l'émetteur par radiogoniométrie.
Un message météo se compose, après une entête d'identification, d'une série de lettres renseignant chacune des données météo présentée dans un ordre prédéfini. Les lettres utilisées changent régulièrement pour rendre plus difficiles les tentatives de briser le code. Les messages sont envoyés à des heures prédéfinies et sur des fréquences elles aussi prédéfinies. Paradoxalement, cet ensemble de règles permettra aux Alliés de détecter plus facilement la nature des messages, à défaut de les comprendre, et la position de celui qui l'émet.
Code donnant l'état de la mer sera issue d'une table comme celle-ci.
```
 Origine              |            période du relevé                 
 de la houle          |  matin     | mi-journée |    soir    |           
--------------------------------------------------------------------------
 N                    |     a      |     i      |     q      |             
 NO                   |     b      |     j      |     r      |             
 O                    |     c      |     k      |     s      |             
 SO                   |     d      |     l      |     t      |             
 S                    |     e      |     m      |     u      |             
 SW                   |     f      |     n      |     v      |             
 W                    |     g      |     o      |     w      |             
 NW                   |     h      |     p      |     x      |             
 Houle modérée        |            |            |            |     y     
 Tempête              |            |            |            |     z       
```

Ainsi, une houle modérée de nord-ouest, relevée à midi, sera traduite par "JY" dans le corps du message (et sera ensuite codée par la machine Enigma).
Pour les Alliés
Les Alliés disposaient de trois groupes de météorologistes : la Royal Navy, le Met Office et l'USAAF, qui travaillaient indépendamment, se rapportant au Group captain James Stagg chef prévisionniste au quartier-général. Les forces alliées mirent en place des vols de reconnaissance entre les États-Unis, le Groenland et l'Islande, en plus des stations terrestres et les rapports de navires, leur donnant un avantage certain dans la collection des observations.

### Navires
La prise de données météorologiques régulières en mer date du XIXe siècle avec la formation de l’Organisation météorologique internationale. Durant les années 1930, un embryon de réseau de prise de données en positions permanentes en mer fut initié par la France et la Grande-Bretagne. Le conflit accéléra ce développement.

#### Alliés

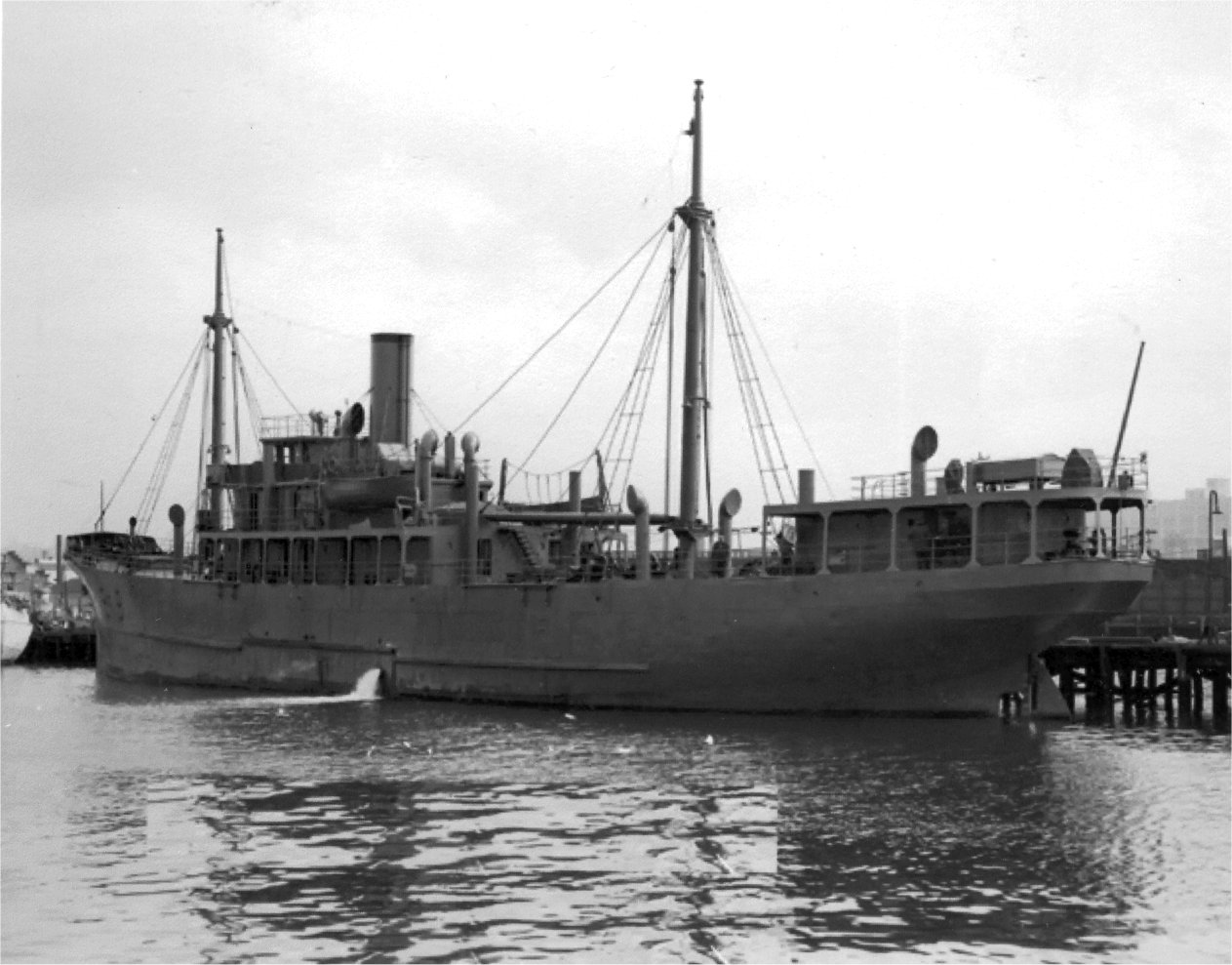
USS Muskeget

À partir de 1939, les navires de la Garde côtière des États-Unis ont été utilisés comme navires météorologiques pour protéger le commerce aérien transatlantique. Le Service d'observation météorologique de l'Atlantique (Atlantic Weather Observation Service) a été autorisé par le président Franklin Delano Roosevelt le 25 janvier 1940. En février 1941, cinq cotres de 327 pieds des garde-côtes ont été utilisés en patrouille météo, habituellement déployés pendant trois semaines, puis renvoyés au port pour une dizaine de jours. Comme la Seconde Guerre mondiale se poursuivait, des cotres étaient nécessaires pour l'effort de guerre et à partir d’août 1942, six navires de charge ont été utilisés. Ces cargos, bien qu'armés, ne bénéficiaient pas d'escorte durant le conflit, ce qui a conduit à la perte de l’USCGC Muskeget (WAG-48) avec 121 hommes d’équipage à bord, torpillé le 9 septembre 1942. En 1943, le United States Weather Bureau a reconnu leurs observations comme «indispensables» à la poursuite de l'effort de guerre.
Les vols de chasseurs entre l'Amérique du Nord, le Groenland et l'Islande ont conduit au déploiement de deux navires météorologiques supplémentaires en 1943 et 1944. Le Royaume-Uni en positionna un dans une bande de 80 kilomètres (50 miles) au large de ses côtes ouest. En mai 1945, 16 navires étaient en opération au nord du 15e parallèle nord dans l'Atlantique, et six autres dans l'Atlantique tropical. Un total de 20 frégates de la marine américaine ont été utilisées dans le Pacifique pour des opérations similaires. Le personnel du Weather Bureau stationné sur les navires météorologiques devait être volontaire pour embarquer. En plus des observations météorologiques de surface, les navires météorologiques lançaient des ballons-sondes munis de radiosondes et des ballons de plafond, ou PIBALs, afin de déterminer les conditions météorologiques en altitude.

#### Allemands

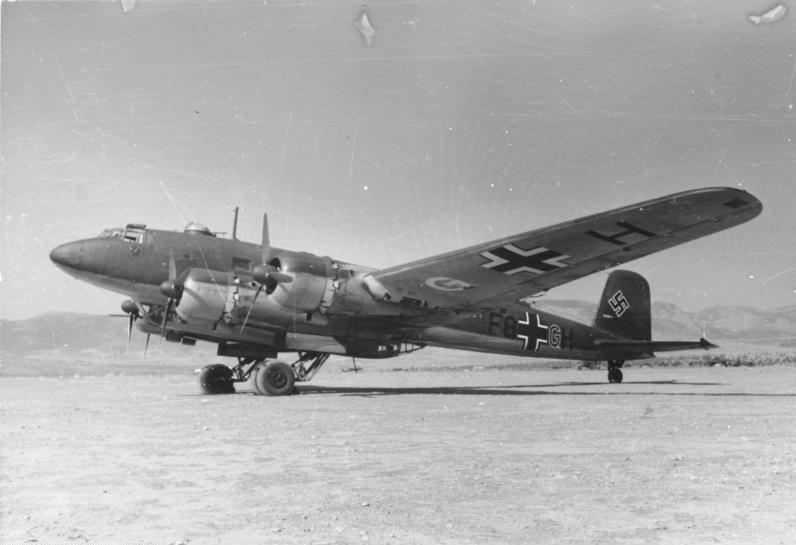
Certains Fw200 Condor ont été utilisés pour des vols météo.

Les Allemands ont commencé à utiliser des navires météorologiques durant l'été 1940. Toutefois, trois de ces quatre navires ont été coulés le 23 novembre, ce qui a conduit à l'utilisation de navires de pêche pour ce besoin. Leurs navires météorologiques étaient en mer pour des campagnes de trois à cinq semaines. Les observations météorologiques des Allemands étaient chiffrées à l'aide de leurs machines Enigma. Le München et le Lauenburg ont été arraisonnés par la Royal Navy, qui a réussi à recueillir de précieux renseignements dans les deux cas. Le Wuppertal est resté coincé dans la glace et a été perdu sans que subsistent de traces du navire ou de l'équipage.
Après la perte de leurs navires météo, les Allemands se reportent vers la collecte de données à partir d'avions (principalement les Condor 200) et de sous-marins. Ceux-ci pourront être, au départ ou à la fin d'une mission, assignés à une position donnée pour transmettre régulièrement les informations météo. Ceux-là effectuent généralement leurs vols en partant des bases de la Norvège occupée.

#### Après la guerre
En raison de leur importance, les opérations ont continué après que la Seconde Guerre mondiale ait pris fin, ce qui a conduit à un accord international en septembre 1946 stipulant que pas moins de 13 stations météorologiques dans l'océan seraient maintenues par l'US Coast Guard, cinq autres par le Royaume-Uni et deux par le Brésil.

### Avions

#### Allemands
Pour collecter des infos météos, des avions Heinkel 111 et des Junkers Ju 88 appartenant au Wettererkundungstaffel 5 sont déployés en Norvège à Trondheim et Banak. L'escadron effectue, généralement, deux fois par jour des vols d'observation au-dessus de la mer de Norvège et de la mer du Groenland, la zone d'opération s'étendant de l'est du Groenland au nord du Spitzberg et à l'est de Novaya Zemlya - le mauvais temps empêchant parfois les vols.
Un vol typique s'effectue à basse altitude pour recueillir les informations utiles sur l'état de la mer, la nébulosité, la pression atmosphérique, etc. Puis, l'avion grimpe pour enregistrer des paramètres, comme la pression barométrique, à différentes altitudes. Il répètera cette opération plusieurs fois pendant sa mission. Il redescendra enfin à basse altitude pour achever sa mission. Le sens et la force du vent sont aussi déterminés en utilisant les armes de bord et appréciant la forme des gerbes produites.
Les informations collectées sont chiffrées dans un code spécifique, et renvoyées régulièrement vers les sites allemands par messages radio. La procédure prévoit aussi qu'une synthèse des données recueillies soit aussi chiffrée et transmise périodiquement par radio dans le code opérationnel des unités navales et du commandement de la Kriegsmarine. Ces missions météo aériennes seront peu troublées par les Alliés (voir ci-dessous).

### Stations terrestres
Les Alliés avaient un net avantage dans la compétition des données météorologiques terrestres, occupant la totalité des masses continentales et des îles (Terre-Neuve, le Groenland, l'Islande) de l'Atlantique nord. Comme les phénomènes météorologiques à cette latitude se déplacent généralement d'ouest en est, les Alliés pouvaient suivre la progression d'un système dépressionnaire traversant l'Atlantique. Les Allemands ont été obligés, par leur concentration en Europe continentale, de s'appuyer largement sur leurs avions à grand rayon d’action et sur des navires météorologiques, qui étaient vulnérables aux attaques, et des équipes clandestines dans des endroits exposés. Avec un petit nombre de stations d'observation non permanentes, ils devaient compter sur la chance pour détecter un front météorologique avant qu’il n’atteigne l'Europe.
Il y eut des tentatives dans les deux camps pour mettre en place des stations météorologiques terrestres basées dans des endroits disputés comme le Spitzberg. Ce dernier était un lieu important pour les Allemands, permettant de surveiller les conditions météorologiques sur la route des convois vers Mourmansk. Tout au long du conflit, ils établiront des bases discrètes pour obtenir des prévisions météorologiques comme sur l'archipel de Svalbard, y compris le Spitzberg et Hopen (Hope Island). Les Alliés n'arriveront jamais à interdire complètement ces tentatives.
Les Allemands ont aussi laissé sur l'île Jan Mayen, le Groenland oriental et jusque sur les côtes du Labrador des stations automatisées (comme la station météorologique Kurt) ou mises en œuvre par du personnel.
En août 1941, lors de la préparation de l'opération Gauntlet, la Royal Navy détruit la station météo sur l'île aux Ours et, plus tard, celle sur le Spitzberg (après avoir transmis de fausses informations afin de décourager l'observation aérienne).

## Le dispositif allié
Stations terrestres
Navires météo
unités aériennes.
Les squadrons 517 et 518 de la RAF étaient chargés de vols de reconnaissance météo au-dessus de l'Atlantique.

## Les opérations allemandes

Stations allemandes du Svalbard.

| Mission             | Organisateur | Région                   | Période | Chef                 | effectifs | Localisation                |
| ------------------- | ------------ | ------------------------ | ------- | -------------------- | --------- | --------------------------- |
| Bansö               | Luftwaffe    | Ouest du Spitzberg       | 1941/42 | Erich Etienne/Moll   | 4         | Adventdalen                 |
| Knospe              | Kriegsmarine | Ouest du Spitzberg       | 1941/42 | Hans-Robert Knoespel | 6         | Signehamna, Lilliehöökfjord |
| Nussbaum            | Kriegsmarine | Ouest du Spitzberg       | 1942/43 | Nusser               | 6         | Signehamna, Lilliehöökfjord |
| Holzauge            | Kriegsmarine | nord-est du Groenland    | 1942/43 | Weiß/Ritter          | 17        | Germania Land               |
| Kreuzritter         | Kriegsmarine | Ouest du Spitzberg       | 1943/44 | Knoespel             | 12        | Liefdefjord                 |
| Schatzgräber        | Kriegsmarine | Archipel François-Joseph | 1943/44 | Drees/Makus          | 10        | Terre d'Alexandra           |
| Svartisen           | Luftwaffe    | Hopen                    | 1943/44 | Ertl/Schwarz         | 4         |                             |
| Bassgeiger          | Kriegsmarine | est du Groenland         | 1943/44 | Schatz               | 8         | Île Shannon                 |
| Edelweiß            | Kriegsmarine | nord-est du Groenland    | 1944    | Weiß/Alleweldt       | 11        | Dove-Bugt                   |
| Edelweiß II         | Kriegsmarine | nord-est du Groenland    | 1944    | Schmidt              | 12        | Lille-Koldewey Ø            |
| Zugvogel            | Kriegsmarine | Mer du Groenland         | 1944/45 | Hofmann/Schönfeld    | 20        | Wetterschiff Wuppertal      |
| Helhus (Zitronella) | Luftwaffe    | Hopen                    | 1944/45 | Neunteufl            | 4         |                             |
| Landvik             | Abwehr       | sud du Spitzberg         | 1944/45 | Norweger             | 2         | Stormbukta                  |
| Taaget              | Abwehr       | Île aux Ours             | 1944/45 | Norweger             | 2         | Sorhamna                    |
| Haudegen            | Kriegsmarine | nord-est du Spitzberg    | 1944/45 | Dege                 | 11        | Ripfjorden                  |

### 1941-42
En août 1941, les Alliés avaient éliminé les stations météorologiques militaires allemandes au Groenland, à l'île Jan Mayen, à Bjørnøya et coupé les bulletins météorologiques civils venant du Spitzberg. La Kriegsmarine et la Luftwaffe ont alors recherché des sites terrestres pour installer des stations facile d'approvisionnement par air ou par mer.  Certaines sont habitées, d'autres automatiques suivies par l'unité météo 5 (Wettererkundungsstaffel 5) basée à Banak dans le nord de la Norvège.
Le Dr Erich Etienne, un ancien explorateur polaire, dirigea ainsi une opération pour installer une station habitée à Adventfjorden où le sol en graviers alluviaux était acceptable pour délimiter le terrain d'atterrissage de la base, nommée Bansö (de Banak et Spitzbergen Öya). Les hommes, l'équipement et les fournitures arrivent le 25 septembre 1941 par des Heinkel He 111, Junkers Ju 88 et Junkers Ju 52.
Les Britanniques ont suivi les événements de Bletchley Park par le biais de décryptages d'émissions de radio codées par Ultra. Les messages nombreux et réguliers émis durant l'opération facilitent l'écoute. Le Dr Albrecht Moll et trois hommes furent assigné à la station pour l'hiver 1941-1942 et le 29 octobre 1941, Hans Knoespel et cinq météorologues furent déposés par le Kriegsmarine à Lilliehöökfjorden, une branche du Krossfjord dans le nord-ouest du Spitzberg. Le 2 mai 1942, les instruments d'une station météorologique automatique (un thermomètre, un baromètre, un émetteur et des piles) arrivent à Banak dans une boîte nommée Kröte (crapaud) par l'équipage et furent expédiés dès que le temps le permit, le 12 mai à Bansö et les hommes de Moll furent rapatriés.
Le groupe Moll à Bansö a signalé des survols britanniques du 26 mai et le 12 juin 1942. Effectuant une tentative d'atterrissage, un Ju 88 fut endommagé lors d'un vol de renfort et les autres tentatives ont échoué à ce moment. Les Allemands ont signalé l'attaque par un hydravion Catalina sur le Ju 88 le 27 juin. Le 30 juin, le groupe de Moll a envoyé un nouveau message selon lequel la piste d'atterrissage était suffisamment sèche pour les appareils Ju 52 et les vols de ravitaillement ont repris. Cette activité fut notée par des commandos norvégiens lors d'une expédition avortée pour détruire le quartier général allemand au Hans Lund Hut. Par temps clair, les pilotes allemands survolaient directement les montagnes et les jours nuageux et brumeux, lorsqu'ils étaient lourdement chargés, empruntaient la route côtière en passant par Barentsburg.
Nussbaum, un autre groupe météorologique de Kriegsmarine commandé par le Dr Franz Nusser, a quitté la Norvège avec le sous-marin U-377 pour retourner à Svalbard et réoccuper la base de Knospe à Signehamna qui avait passé l'hiver 1941-1942 à recueillir des données météorologiques. Deux voyages à Svalbard ont été effectués et Nussbaum est devenu opérationnel en novembre 1942.

### 1943 à 45
Pendant l'hiver 1942–1943, Nussbaum n'a eu besoin d'aucun ravitaillement ; en mai, des pièces de rechange sont nécessaires pour son moteur et pour ses générateurs d'hydrogène. Les fournitures sont larguées par un Fw 200 de l'escadre KG 40 qui décolle de Vaernes les 6, 8 et 18 mai 1943. L'avion collecte des données météorologiques en cours de route.
Le 20 juin, la base Nussbaum est découverte par des commandos norvégiens, commandée par Kaptein E. Ullring et Fenrik Augensen, patrouillant les fjords Kongs et Kross Fjord à bord d'une canonnière. Cinq des six Allemands s'enfuient par la côte de la péninsule de Mitra. Heinz Kohler, qui était plus près de l'eau, est tué par les Norvégiens près de Signehamna. Le groupe météorologique avait réussi à envoyer un appel de détresse avant de s'enfuir et l'U-302 naviguant au large de Svalbard recueille les rescapés le 22 juin.
Le 8 septembre 1943, dans le cadre de l'opération Zitronella, la Luftwaffe installe la station météorologique Helhus sur l’île Hopen. À la fin de la guerre, les dernières troupes allemandes, hors prisonniers de guerre, à retourner dans leur pays sont les équipes météorologiques, rapatriées par un cargo norvégien en août 1945,.

## Les contre-mesures alliées
Détection des navires

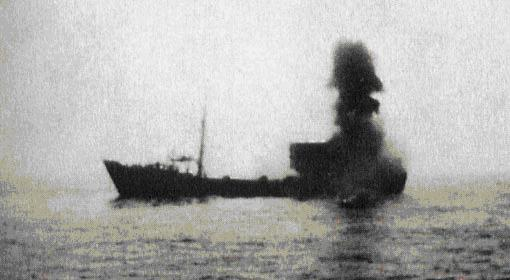
Le Lauenburg sous le feu des navires alliés.

Les émissions radio des navires chargés des relevés météo étaient aussi reçues par les stations d'écoute alliées. Même si le message codé ne pouvait être traduit, sa forme même permettait de déduire qu'il s'agissait d'un message météo. Par triangulation, il était possible de déterminer la position du navire émetteur. C'est de cette manière que sont détectés les navires météorologiques allemands détruits en 1941 et 1942. Il en sera de même pour les U-Boote affectés à ce même rôle.
Le cryptologue britannique Harry Hinsley, qui travaillait alors à Bletchley Park, réalise à la fin d'avril 1941 que les navires météorologiques allemands sont généralement des chalutiers isolés non protégés, utilisant les mêmes livres de code Enigma que le navire de guerre de Kriegsmarine. Bien que les navires météorologiques ne transmettaient pas les bulletins météorologiques au moyen d’Enigma, ils devaient encore avoir l'une de ces machines à bord pour décoder les signaux de l'Amirauté ou provenant d'autres navires allemands.
Hinsley imagine que les livres de code seraient plus faciles à saisir dans ces chalutiers vulnérables. Le renseignement britannique pourrait ainsi déchiffrer des messages destinés à des U-Boote, pour découvrir leurs emplacements. La difficulté était d'aborder l'un des navires météorologiques avant que l'équipage ait le temps de jeter leurs Enigma et les livres de code à la mer. Hinsley anticipe que les codes du mois suivant seraient enfermés dans un coffre-fort à bord du navire et pourraient être oubliés si l'équipage était forcé d'abandonner précipitamment le navire. Ces hypothèses mènent aux opérations suivantes :
- Navires météo :
  - la capture du WBS6 München le 7 mai 1941 au large de l'Islande ;
  - la capture et la destruction du WBS3 Lauenburg le 28 juin 1941 au large de l'île Jan Mayen ;
  - la capture et la destruction du WBS6 Khedingen le 1er septembre 1944 au large du Groenland[note 1] ;
  - la capture du WBS11 Externsteine le 16 octobre 1944 au large du Groenland.

- U-Boote
  - 5 des 53 U-Boote utilisés pour servir de postes de recueil de données météo sont coulés pendant leurs activités, voire avant (U-342, U-1276, U-248, U-877 et U-1226).

Détection des avions

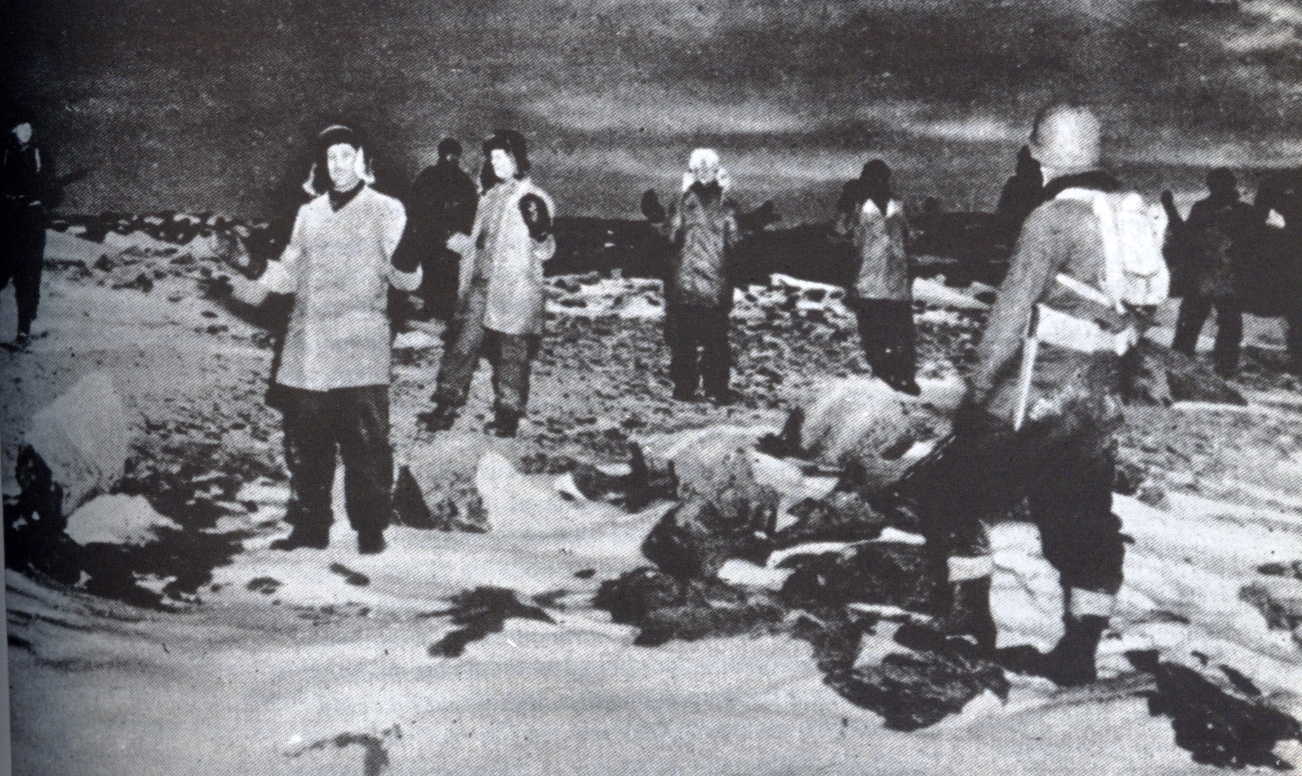
Membres de la station météo allemande Edelweiss II se rendant aux Américains, 4 octobre 1944.

En ce qui concerne les vols météo allemands, les Alliés ne les harcèleront que faiblement, s'étant rendu compte que les mêmes données étaient transmises dans deux codes différents dont l'un était déjà connu. Il était utile de l'utiliser pour aider à traduire les messages chiffrés dans l'autre code. Pour continuer à profiter de cette faille de sécurité, il fallait laisser les avions allemands continuer leurs vols.
Stations météo terrestres
- La mission Nussbaum est capturée par un commando britannique ;
- La mission Edelweiss I est capturée avant son débarquement, par le USCGC Northland (septembre 1944) ;
- La mission Edelweiss II est capturée par les Américains trois jours après son débarquement (octobre 1944) ;
- La mission Bassgeiger est attaquée par un commando le 22 avril 1944, sans résultat ; elle plie bagage en juin.